# Feira Nacional de Pirotecnia
A Feira Nacional de Pirotecnia (FENAPI) é um evento anual realizado desde 2019, na cidade de Santo Antonio do Monte, estado de Minas Gerais, pela associação AME Pirotecnia em parceria com o Sindicato das Indústrias de Explosivos do Estado de Minas Gerais com o objetivo de divulgar produtos, tecnologias e novas técnicas pirotécnicas criadas pela indústria de região de Santo Antônio do Monte, polo da indústria pirotécnica no Brasil.
Sua segunda edição que estava prevista para o ano de 2020 foi cancelada devido a pandemia de COVID-19.

## Sobre o evento
A feira é considerada uma reformulação da tradicional Festa do Foguete que já ocorria na cidade há oito anos, desta vez com o objetivo de divulgar e promover a pirotecnia em meio ao cenário de restrições e regulamentos novos para restringir ou proibir o uso de fogos de artifício em todo o país. O presidente do SINDIEMG, Magnaldo Geraldo Filho disse em entrevista: "Nós queremos mostrar a emoção e a beleza que nossos produtos proporcionam e resgatar a importância dos fogos de artifício".
Com duração de três dias durante o final de semana, é realizada a exposição, onde as fabricantes de fogos de artifício da região montam seus stands e exibem seus produtos, atrações musicais de diversos estilos, principalmente de música sertaneja e shows pirotécnicos com padrão de festivais internacionais de fogos de artifício. Sua primeira edição teve um público estimado em 21 mil pessoas, arrecadou cerca de 42 toneladas de alimentos para doação e atraiu alguns visitantes estrangeiros.

## Histórico
| Edição      | Datas de realização    | Atrações | Local                                                                          |
| ----------- | ---------------------- | --- | ------------------------------------------------------------------------------ |
| FENAPI 2019 | 18, 19 e 20 de outubro | Felipe Araújo, Bruno & Barretto, Edson & Hudson Show pirotécnico do dia 18: Fogos Piromax Show pirotécnico do dia 19: Vision Show Pirotecnia Show pirotécnico do dia 20: Flames Pirotecnia | Parque de Exposições do Sindicato Rural (Santo Antônio do Monte, Minas Gerais) |
| FENAPI 2020 | Cancelada              | Cancelada devido a pandemia de COVID-19 | Parque de Exposições do Sindicato Rural (Santo Antônio do Monte, Minas Gerais) |
| FENAPI 2021 | A confirmar            | A confirmar | Parque de Exposições do Sindicato Rural (Santo Antônio do Monte, Minas Gerais) |